# Rio Arlanza
Arlanza é um rio espanhol da província de Castela e Leão que nasce na Serra de Urbión e deságua no rio Pisuerga. Seus principais afluentes são o Rio Pedroso, Rio Arlanzón, Rio Mataviejas e Rio Franco.